# Вильянуэва (муниципалитет)
Вильянуэва (исп. Villanueva) — населённый пункт и муниципалитет в Мексике, входит в штат Сакатекас. Население 28 760 человек.

## История
Город основан в 1692 году .